# Cycnogeton
Cycnogeton, rod vodenog bilja u porodici brulovki. Svega osam priznatih vrsta koje rastu po Novoj Gvineji i Australiji.

## Vrste
1. Cycnogeton alcockiae  (Aston) Mering & Kadereit
2. Cycnogeton dubium (R.Br.) Mering & Kadereit
3. Cycnogeton huegelii Endl.
4. Cycnogeton lineare (Endl.) Sond.
5. Cycnogeton microtuberosum (Aston) Mering & Kadereit
6. Cycnogeton multifructum (Aston) Mering & Kadereit
7. Cycnogeton procerum (R.Br.) Buchenau
8. Cycnogeton rheophilum (Aston) Mering & Kadereit